# Villalba (stacja kolejowa w Hiszpanii)
Villalba (hiszp: Estación de Villalba) – stacja kolejowa w Collado Villalba, we wspólnocie autonomicznej Madryt, w Hiszpanii. Położona jest na wysokości 876 m n.p.m. Jest obsługiwana przez pociągi linii C-8 i C-10 Cercanías Madrid. Krzyżują się tu linie Madryt-Ávila i Madryt-Segowia. Ruch kolejowy znacznie się zmniejszył po otwarciu Szybkiej kolei Madryt-Valladolid 23 grudnia 2007.